# Union internationale de pentathlon moderne
De Union internationale de pentathlon moderne is de overkoepelende organisatie van de moderne vijfkamp. Het hoofdkantoor is gelegen in Monte Carlo, Monaco en wordt geleid door de Duitser Klaus Schormann.
Van 1948 tot en met 1996 behoorde het biatlon tot deze bond. 

## Voorzitters
- Gustaf Dyrssen (1948–1960)
- Sven Thofelt (1960–1988)
- Igor Novikov (1988–1992)
- Klaus Schormann (1992–present)